# شبگرد چاکویل
شبگرد چاکویل (نام علمی: Antrostomus carolinensis) نام یک گونه از تیره شبگردان است.

## نگارخانه

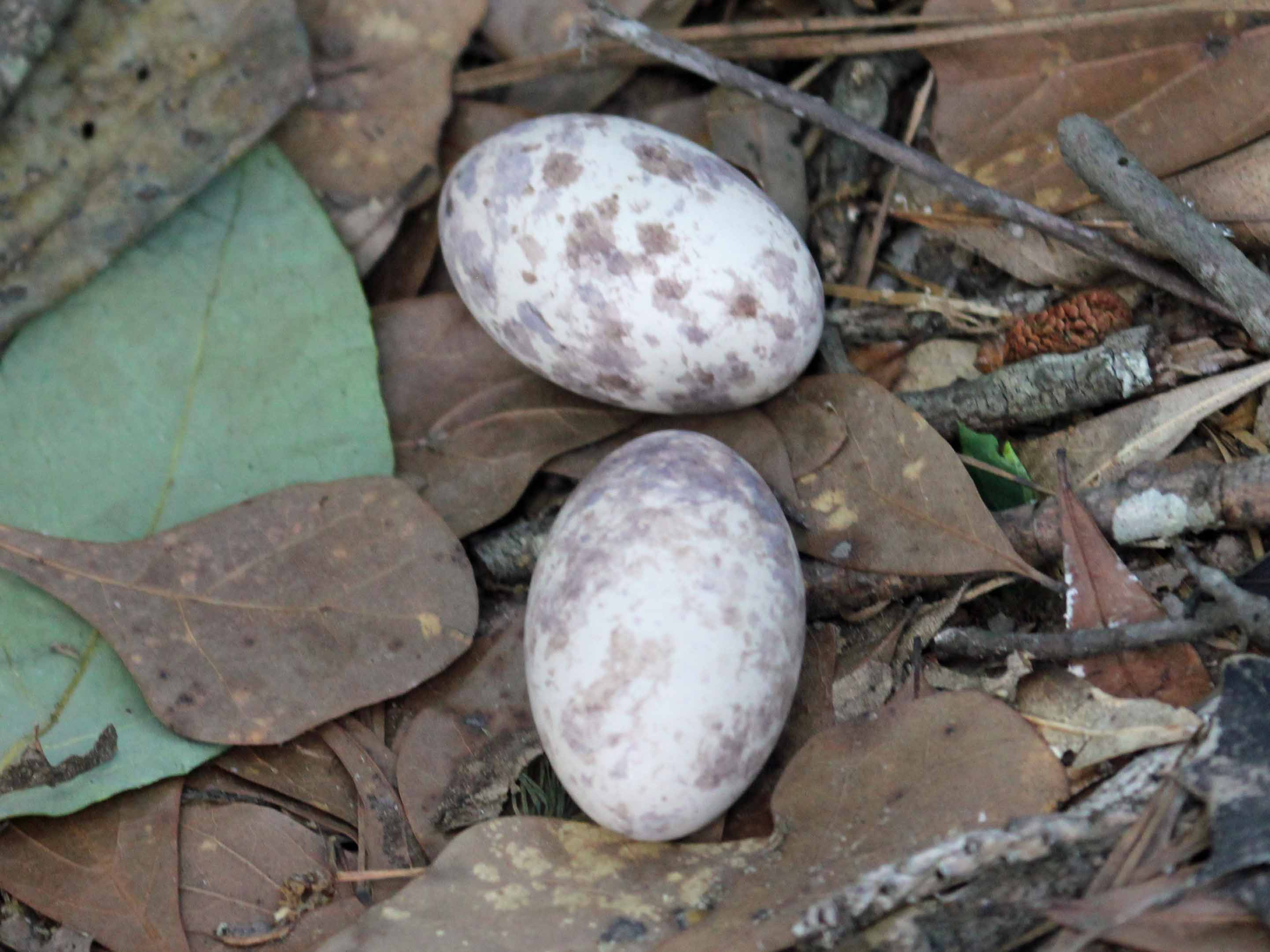
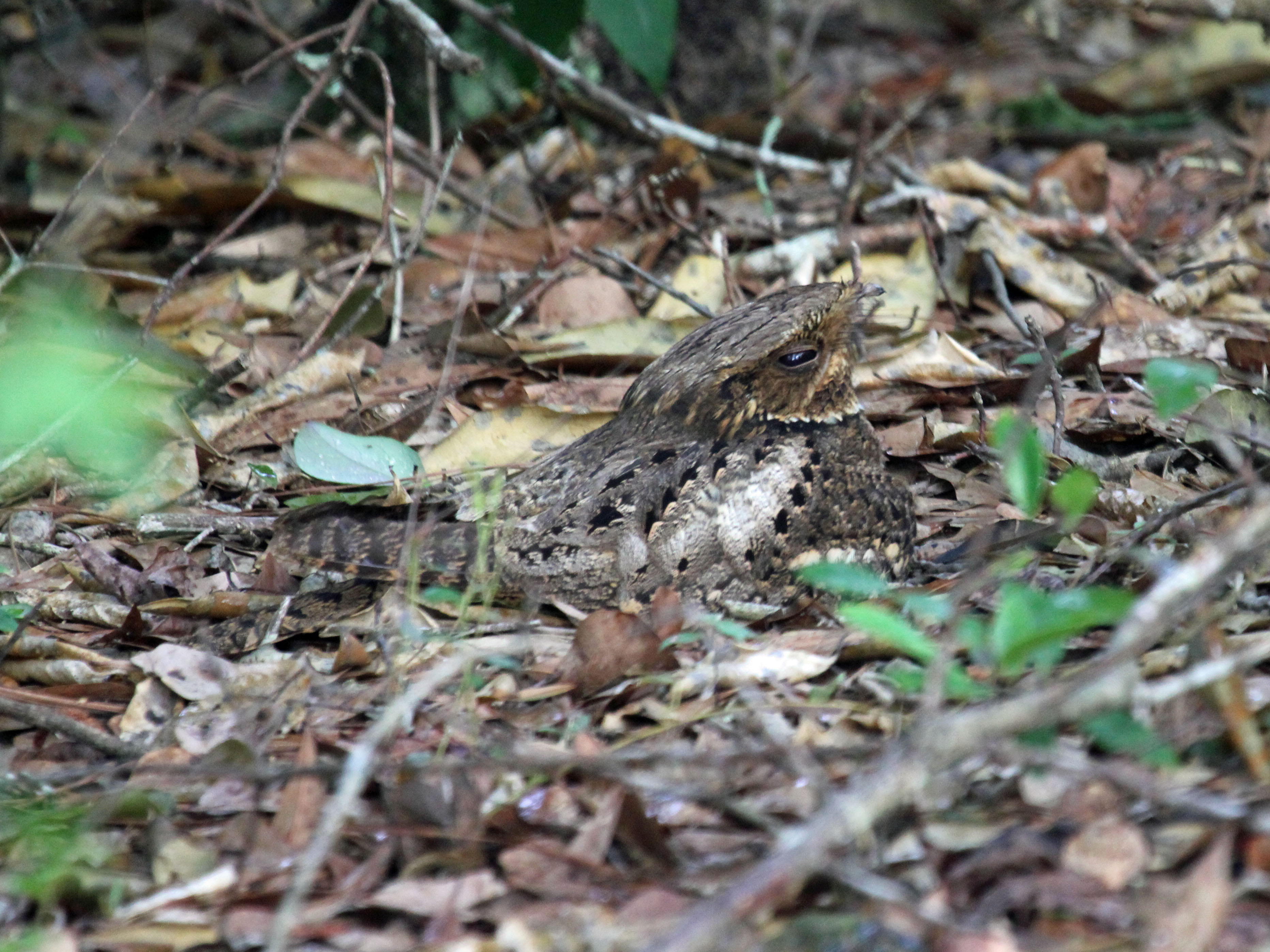
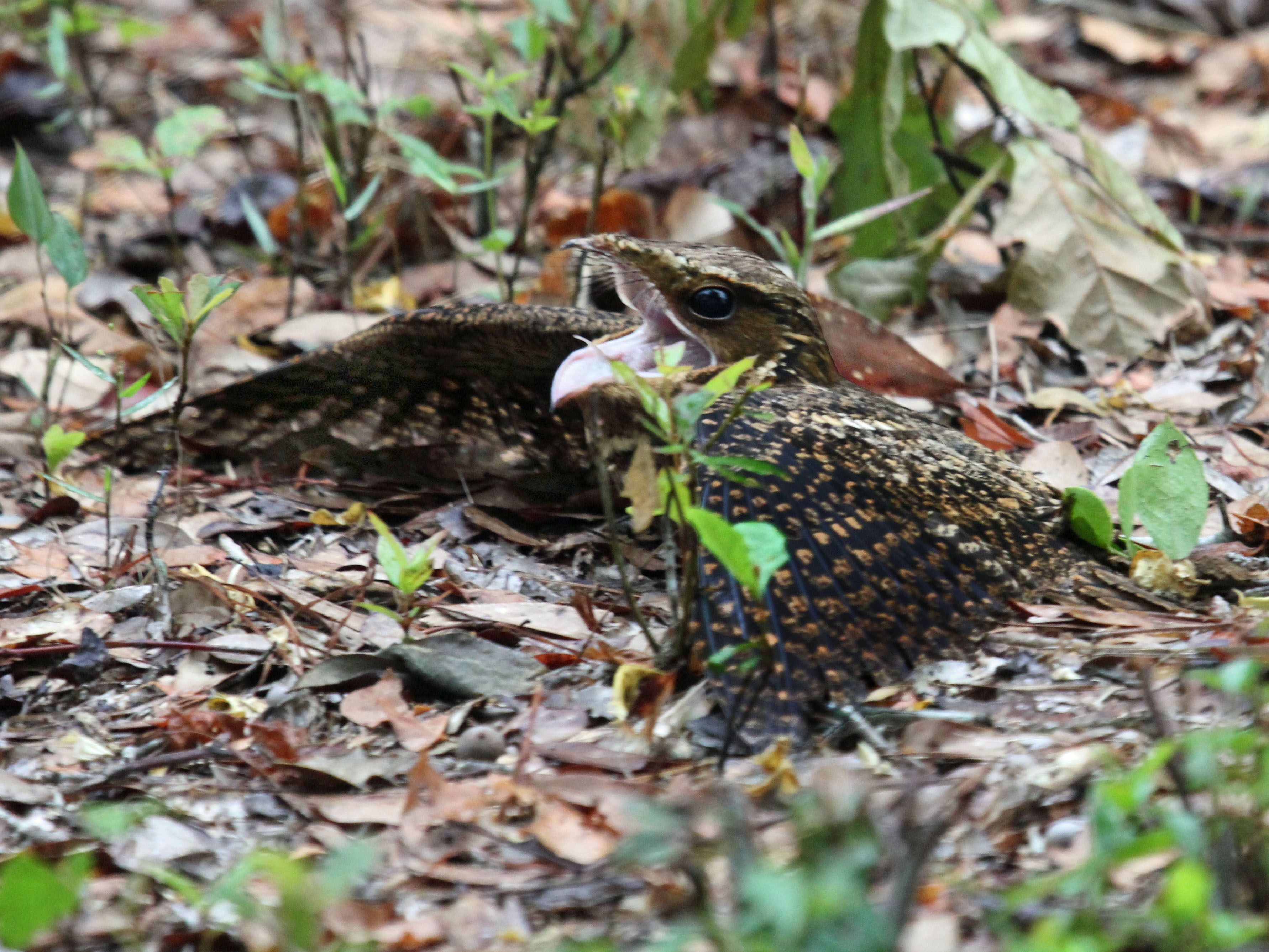
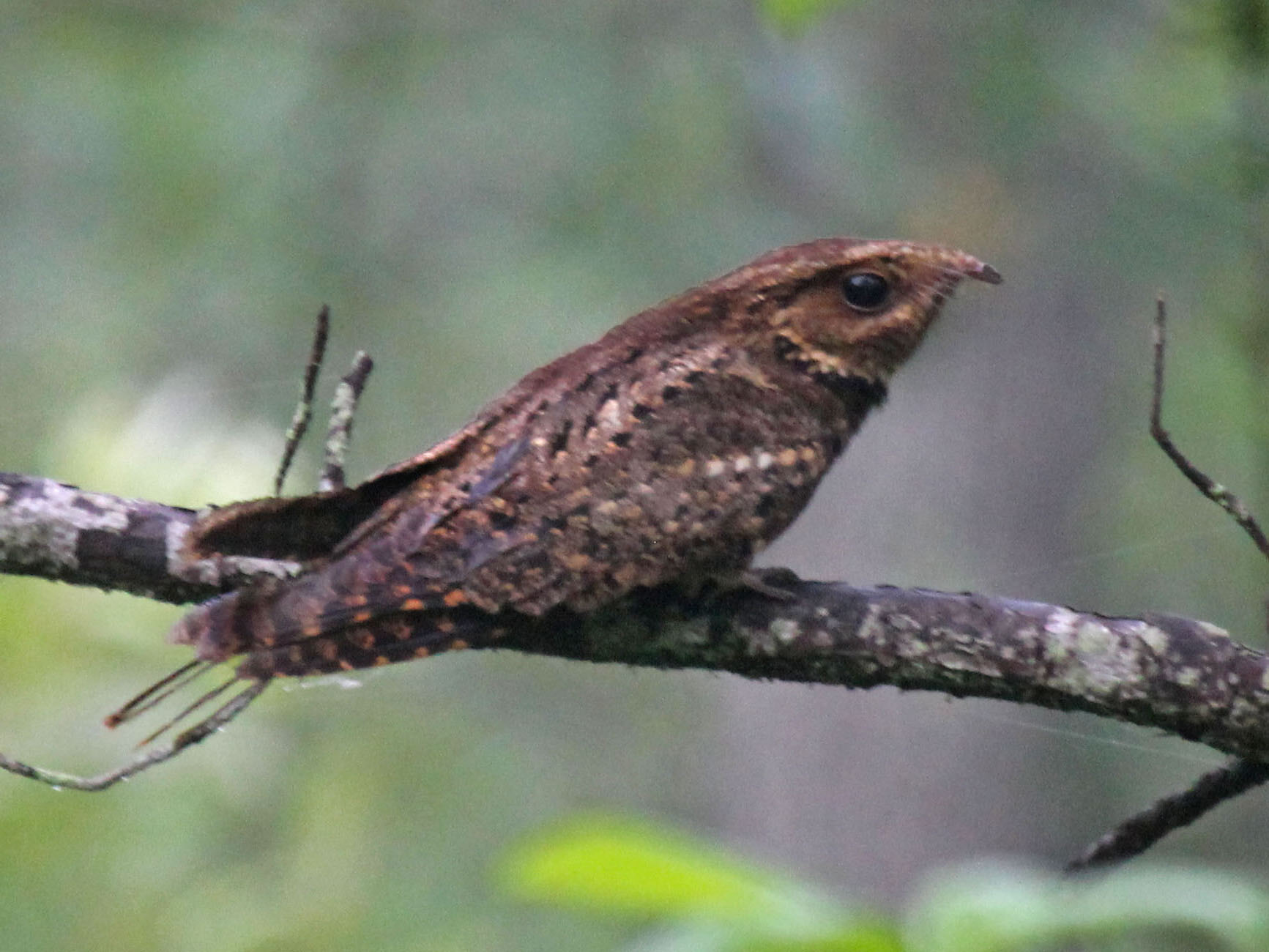
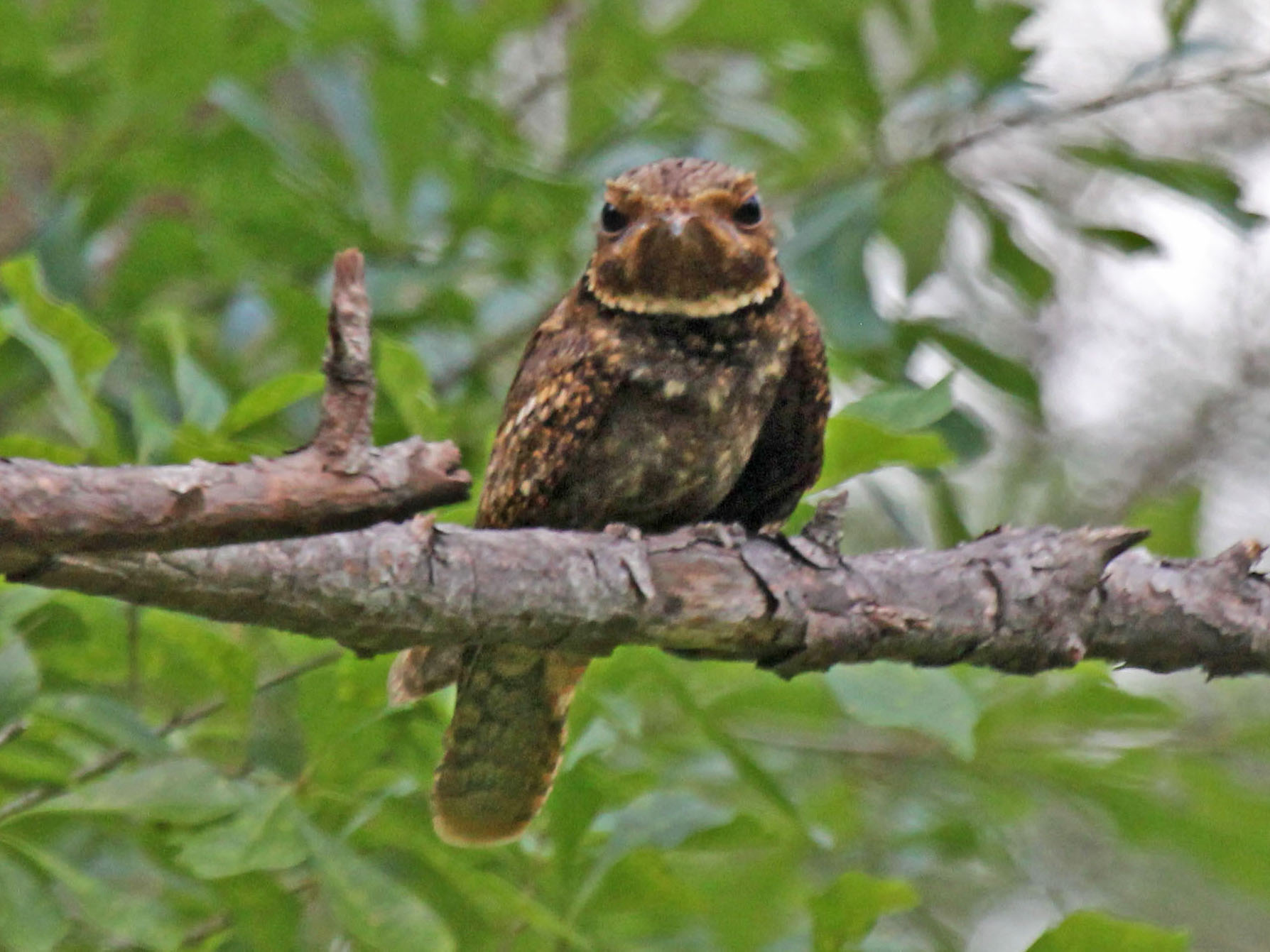
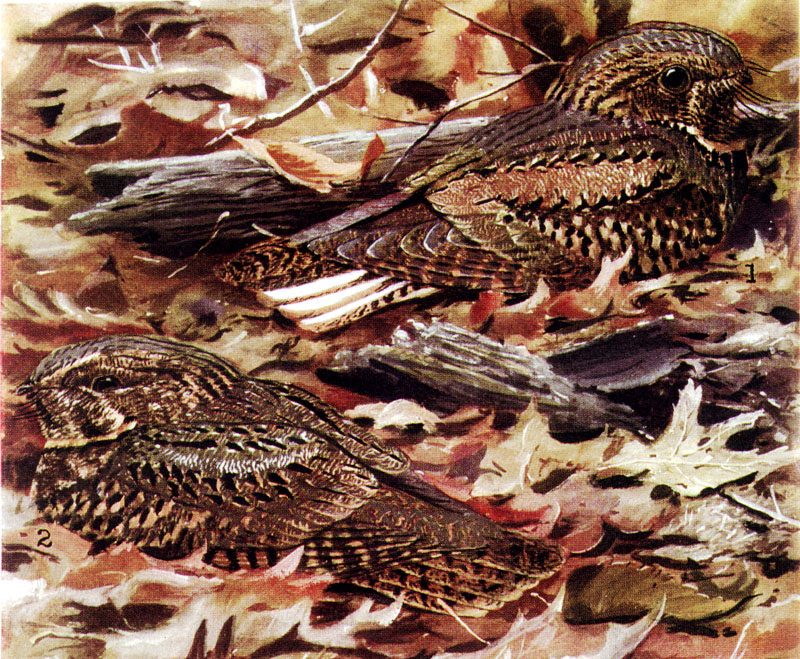